# Simon Gstöttmayr
Simon Gstöttmayr (* 22. September 1977 in München) ist ein deutscher Filmeditor. Er ist für die Montage von Caroline Links Spielfilm Der Junge muss an die frische Luft verantwortlich, welcher 2019 den Deutschen Filmpreis als besucherstärkster Film erhielt und in zwei weiteren Kategorien ausgezeichnet wurde. Gstöttmayr hat außerdem mehrere Kinofilme der Regisseure Marc Rothemund, Markus Goller und Karoline Herfurth geschnitten.

## Leben und Werk
Simon Gstöttmayr begann seine Karriere im Jahr 2000 als Schnittassistent von Matthias Dörfler. Von 2002 bis 2003 arbeitete er bei der Münchner Postproduktionsfirma Das Werk als Praktikant. Seit 2003 ist er als freischaffender Editor tätig, zunächst im Bereich Werbung und Trailer.
Die TV-Komödie Schmutziger Süden (2010) von Regie-Veteran Klaus Lemke bot Gstöttmayr die Gelegenheit, erstmals einen Langfilm zu schneiden. Der Film entstand in typischer Lemke-Manier ohne Drehbuch, mit winzigem Budget, Handkamera und Laienschauspielern.
2011 montierte Gstöttmayr seinen ersten Kinospielfilm, die Komödie Eine ganz heisse Nummer von Markus Goller. Der Film gewann mehrere Schauspielpreise und landete mit über einer Million Zuschauern auf Platz acht der deutschen Kinofilme des Jahres 2011. Noch erfolgreicher war 2013 das ebenfalls von Markus Goller inszenierte Roadmovie Frau Ella, welches Platz fünf unter den deutschen Kinofilmen des Jahres belegte.
Mit der Tragikomödie Heute bin ich blond (2013) begann für Gstöttmayr eine inzwischen drei Kinofilme umfassende Partnerschaft mit Regisseur Marc Rothemund. Der Film und seine Hauptdarstellerin Lisa Tomaschewsky waren 2014 für den Publikumspreis Jupiter Award nominiert. Beim zweiten Projekt mit Marc Rothemund, Da muss Mann durch (2015), lief nicht alles so glatt: Der Regisseur schied nach Streitigkeiten mit den Produktionsfirmen NFP und Warner Brothers aus, und Gstöttmayr musste die Schnittphase mit den Produzenten-Brüdern Stefan und Alexander Thies zu Ende führen. Anschließend wollte Rothmund offiziell nur noch als Ko-Autor genannt werden; im Abspann erschien bei »Regie« das Branchen-Pseudonym Thomas Lee. Davon unberührt, kamen Rothemund und Gstöttmayr 2017 erneut zusammen für die Bestseller-Verfilmung Dieses bescheuerte Herz, welche mit insgesamt über zwei Millionen Zuschauern sowohl 2017 als auch 2018 unter den erfolgreichsten deutschen Produktionen zu finden war.
Zwischenzeitlich hatte Gstöttmayr bereits Highway to Hellas (2015, Regie: Aron Lehmann) montiert, und Karoline Herfurths Regiedebüt, SMS für Dich (2016). Auch dieser Film konnte sich unter die zehn kassenträchtigsten deutschen Produktionen des Jahres platzieren und war für einen Jupiter Award nominiert.
Die mit Abstand erfolgreichste Montage-Arbeit in Gstöttmayrs bisheriger Karriere ist die 2018 erschienene Verfilmung von Hape Kerkelings Kindheitserinnerungen Der Junge muss an die frische Luft. Der von Caroline Link inszenierte Spielfilm hatte im Dezember 2018 Kinostart und erreichte bis März 2019 etwa 3,4 Millionen Zuschauer, was ihm den Deutschen Filmpreis als besucherstärkster Film einbrachte. Der Film gewann außerdem die Lola in der Kategorie Beste weibliche Nebenrolle (Luise Heyer) und eine bronzene Lola in der Kategorie Bester Spielfilm und war in drei weiteren Kategorien nominiert. Zuvor gewann Caroline Link bereits den Bayerischen Filmpreis 2018.
Im Februar 2019 startete Gstöttmayrs zweite Zusammenarbeit mit Karoline Herfurth, Sweethearts, in den deutschen Kinos.
Simon Gstöttmayr ist Mitglied der Deutschen Filmakademie, und im Bundesverband Filmschnitt Editor e.V. (BFS).

## Filmografie (Auswahl)
Wo nicht anders angegeben, handelt es sich um einen Kinospielfilm.
- 2010: Schmutziger Süden (TV-Spielfilm) – Regie: Klaus Lemke
- 2011: Eine ganz heisse Nummer – Regie & Co-Editor: Markus Goller
- 2013: Heute bin ich blond – Regie: Marc Rothemund
- 2013: Frau Ella – Regie & Co-Editor: Markus Goller
- 2015: Da muss Mann durch – Regie: Marc Rothemund (als "Thomas Lee")
- 2015: Highway to Hellas – Regie: Aron Lehmann
- 2015: Vorstadtrocker (TV-Spielfilm) – Regie: Martina Plura
- 2016: SMS für Dich – Regie: Karoline Herfurth
- 2017: Chaos-Queens (TV-Serie, Staffel 1, Ep. 2: »Die Braut sagt leider nein«) – Regie: Vivian Naefe
- 2017: Dieses bescheuerte Herz – Regie: Marc Rothemund
- 2018: Der Junge muss an die frische Luft – Regie: Caroline Link
- 2019: Sweethearts – Regie: Karoline Herfurth
- 2019: Dark (Serie, zweite Staffel, Episoden 4 und 7) – Regie: Baran bo Odar, Jantje Friese
- 2021: Tatort: Unsichtbar (Fernsehreihe) – Regie: Sebastian Marka
- 2022: Safe (Fernseh-Achtteiler) – Regie: Caroline Link
- 2024: Feste & Freunde – Ein Hoch auf uns! – Regie: David Dietl